# オカザえんぬ
オカザえんぬは、徳島県東みよし町の非公式キャラクター。

## 概要
愛知県岡崎市に生まれる。本名は岡崎マリエンヌ。誕生日は3月1日で、血液型はA型。徳島県東みよし町に住む母方の祖母（岡ばあさん、88歳）の「東みよし町を盛り上げたいが、ひとりで農業をしている上に高齢なのでどうすることもできない」という訴えを聞き、東みよし町に移り住んだ。イチゴ農家を手伝いながら、「徳島県三好郡東みよし町の観光PR（非公式）キャラクター」（Twitterのプロフィールより）を務めている。全身がピンク色なのはイチゴを食べ過ぎたためという。3月1日は、旧三好町と旧三加茂町が合併して東みよし町が生まれた日でもある（2006年）。
2013年8月22日、Facebookを開設。ここからPRキャラクターとしての人生が始まった。
同年10月6日、岡崎市内で行われたイベントの会場でついに「憧れの君」であるオカザえもんとの初対面を果たした。その模様は各メディアでも報道される。「ゆるキャラの恋」と評した新聞もあった。なお、筆談で意思表示を行うオカザえもんと異なり、オカザえんぬは喋ることができる。
同年10月8日、自身のFacebookとTwitterで徳島県三好郡東みよし町の「新しいキャラクターの仲間」のアイデアを募集する。様々なイラストがインターネット上で公開され、その中のひとつのがのちの「ひがボー」となる。
2014年3月1日、オカザえんぬの魔法により、東みよし町の新たなPRキャラクター「ひがボー」が誕生した。本名はひがみよボーヤ。「東みよし町（非公式）新キャラ発表会」でお披露目を行った。同町職員によって「ませた5歳」「マイクを持って喋る」と確認されている。オカザえんぬとひがボーは、先行するキャラクター「いちごちゃん」と共に地域のPR活動に尽力することとなる。
同年4月、名古屋トヨペットが発行するフリーペーパー『NTPライフ+』Vol.7号の表紙をオカザえもんと一緒に飾った。また、「八丁味噌の名店をめぐる愛知グルメドライブ」という記事も二人で担当した。
同年4月26日に名古屋市で行われた「みんなの祭り 無礼講 Vol.8」には、オカザえもんの兄「岡崎 衛門之丞」と共に参加。
2016年5月7日、岡崎市に戻った旨を公表。

## 主なメディア・イベント出演

### 2013年
- 9月28日 - 2013とくしまINAKA博覧会 オープニング・イベント
- 10月6日 - 第15回全日本ダウンヒル・ダービー選手権大会 （愛知産業大学）[9]
- 12月7日 - 「ちいさいおうち」絵本読み聞かせ （愛知県岡崎市材木町）
- 12月15日 - 第一回ゆるきゃらスポーツコネクション〜ゆるきゃら13体vs子供と大人のかる〜い運動会〜 （徳島県徳島市）
- 12月29日 - OKAZAEMON FESTIVAL 2013 （岡崎市康生通西）

### 2014年
- 3月1日 - 東みよし町（非公式）新キャラ発表会
- 3月25日 - 徳島線全線開通100周年記念 沿線探検スロー列車「徳島線花号」
- 4月12日 - 第4回デ・レイケ公園チューリップまつり （徳島県美馬市）
- 4月26日 - みんなの祭り 無礼講 Vol.8 （愛知県名古屋市 松坂屋）
- 7月5日 - 第11回うだつマルシェ、JCわくわくフェスタ （徳島県三好市池田町）[10]
- 7月6日 - T-PARTY （香川県高松市常磐町商店街）

## 作者
- 岡崎市出身で「オカザえもん」をこよなく愛する東みよし町在住の20代女性が考え、制作した[11]。